# Anglo-Tschechoslowakische Bank

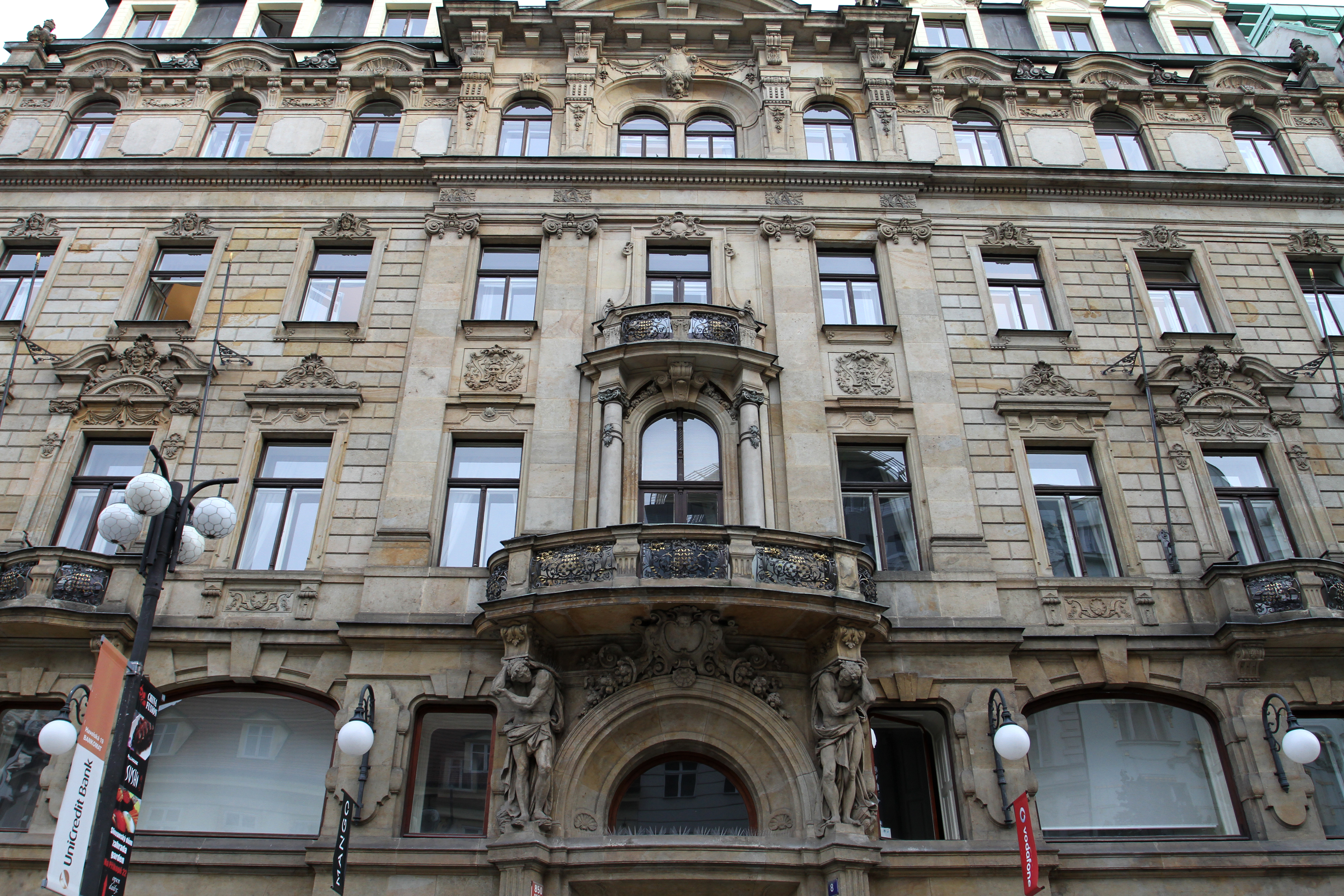
Ehemalige Niederlassung der Bank in der Prager Neustadt

Die Anglo-Tschechoslowakische Bank, auch Anglo-Čechoslovakische Bank (tschechisch: Anglo-československá banka), kurz Anglo-Bank, war eine Universalbank mit Sitz in Prag. Sie entstand 1921/22 neben der Anglo-Austrian Bank als Nachfolgerin der Anglo-Österreichischen Bank. Ab 1930 firmierte das Unternehmen als Anglo-Tschechoslowakische und Prager Creditbank (Anglo-Československé a Pražské úvěrní banka), ab 1939 als Anglo-Prager Creditbank (Anglo-Pražská úvěrní banka) und ab 1940 als Prager Creditbank (Pražská úvěrní banka). Im Dezember 1943 wurde die Geschäftstätigkeit eingestellt, jedoch im Mai 1945 wieder aufgenommen. 1946 folgte die Verstaatlichung der Bank auf Grundlage der Beneš-Dekrete und 1948 ihre endgültige Schließung.

## Anglo-Tschechoslowakische Bank

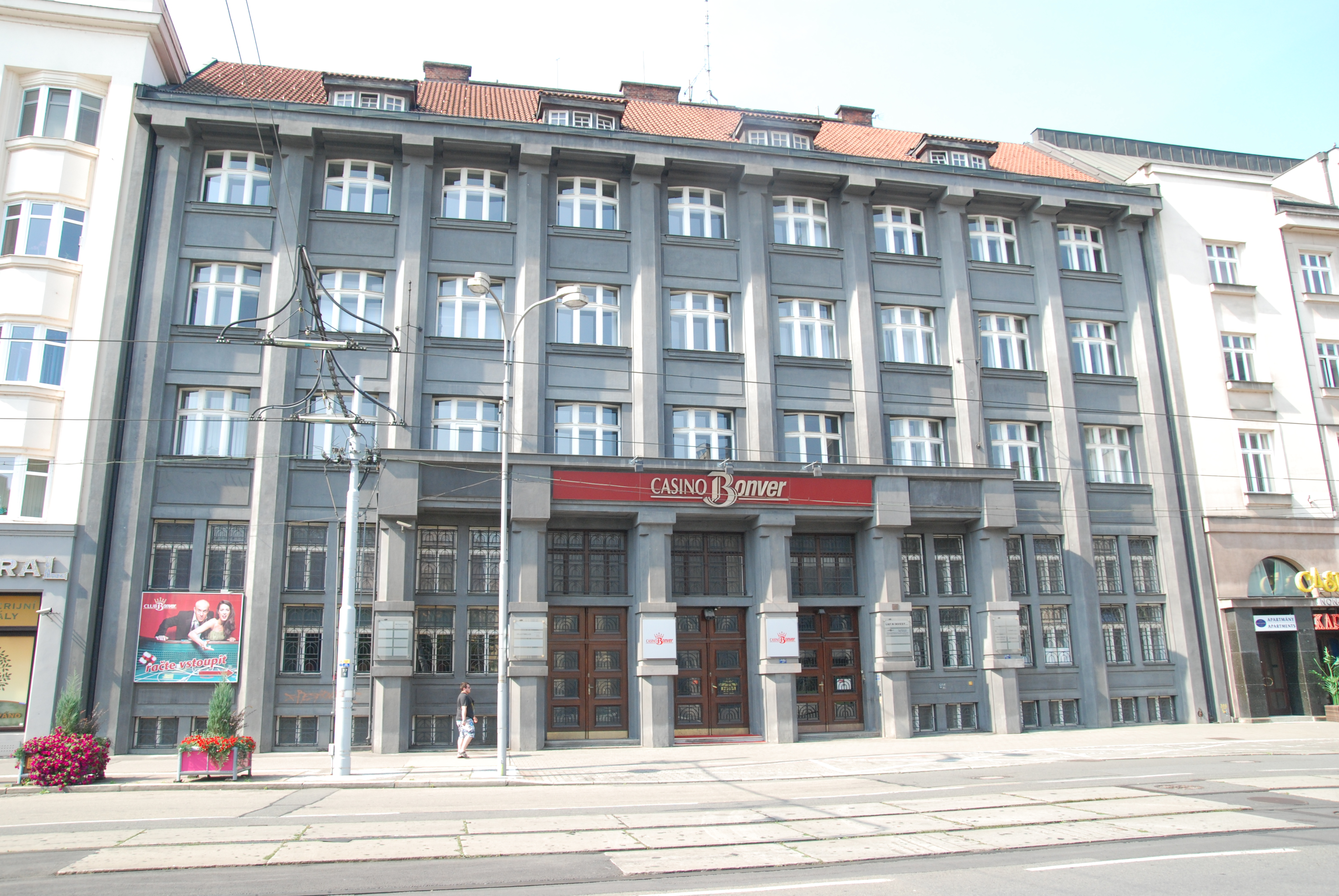
Ehemalige Filiale der Anglo-Tschechoslwakischen Bank in Mährisch-Ostrau

Bis 1918 befanden sich in Böhmen und Mähren die bedeutendsten Industrieunternehmen der Habsburgermonarchie. Alle Wiener Großbanken besaßen dementsprechend große Kapitalbeteiligungen an den führenden Textil- und Chemiefirmen, vor allem aber an Betrieben in der Montan-, Hütten-, Maschinenbau- und Rüstungsindustrie in diesen Landesteilen. Nach der Auflösung Österreich-Ungarns versuchten diese Banken, sich in multinationale Geldinstitute mit Niederlassungen in allen Nachfolgestaaten umzuwandeln. Ihre Pläne stießen jedoch in der Tschechoslowakei auf den Widerstand der neuen Regierung und konnten nicht verwirklicht werden. Gemäß dem am 11. Dezember 1919 verabschiedeten Nostrifikationsgesetz durften Ausländer nicht Inhaber oder Aktionäre von Unternehmen in der Tschechoslowakei sein. Die Nostrifizierung war ein Instrument der Machtpolitik des neuen Staates. Sie stellte den Kapitaltransfer von Industrieunternehmen unter staatliche Kontrolle und übertrug damit die ökonomische Macht in die Hände der tschechoslowakischen Nationalisten.
Ein ungewöhnliches Vorgehen wurde bei den Filialen der Anglo-Österreichischen Bank, die sich auf tschechoslowakischem Staatsgebiet befanden, gewählt: Am 10. Oktober 1921 unterzeichneten der britische Gesandte in Prag George Russell Clerk und der Außenminister der Tschechoslowakei Edvard Beneš eine Vereinbarung zur Überführung der Filialen in eine englisch-tschechoslowakische Bank. Am 31. Januar 1922 erteilte die tschechoslowakische Regierung der Bank of England die Konzession und am 12. April 1922 nahm die Anglo-Čechoslovakische Bank (tschechisch: Anglo-ceskoslovenska banka) den Geschäftsbetrieb auf. Da die Existenz der Tschechoslowakei  einzig von dem Wohlwollen ihrer „Schutzmächte“ abhing, konnte dieser absolut einmalige Vorgang nur auf direkte Interventionen der britischen Regierung zustande gekommen sein.
Kapitaleigner des neuen Instituts war die zeitgleich neu gegründete Anglo-Austrian Bank in London, eine hundertprozentige Tochtergesellschaft der Bank of England. Offiziell befand sich das Aktienkapital der Anglo-Tschechoslowakischen Bank bis zum Jahr 1927 ausschließlich in englischen Händen. Tatsächlich hatte die Bank of England zwar die Konzession zur Errichtung erhalten, jedoch waren Konzessionsinhaberin und Aktienbesitzer nicht identisch. Es galt als offenes Geheimnis, dass das gezeichnete Eigenkapital von alteingesessenen österreichisch-ungarischen Finanzeliten und ehemaligen Mitgliedern des Aufsichtsrats der Anglo-Österreichischen Bank stammte. Dazu zählten beispielsweise Leopold Bloch, Heinrich Schicht, Julius Petschek und Ferdinand von Lobkowitz.
Im Juni 1926 verkaufte die Anglo-Austrian Bank ihre Filialen in Österreich an die Creditanstalt und benannte sich im Jahr 1927 in Anglo-International Bank um. Anschließend stieß sie den größten Teil ihrer Anteile an der Anglo-Tschechoslowakischen Bank ab: 25 % der Aktien erwarb der tschechoslowakische Staat, die weitaus größeren Aktienpakete gingen nun offiziell an die ehemals österreichisch-ungarischen Finanz- und Industriedynastien Petschek und Schicht, den Fürsten Liechtenstein sowie auf die Škoda-Werke über. Die Anglo-International Bank, ergo die Bank of England, blieb mit 16,6 Prozent des Aktienkapitals  beteiligt. Hauptaktionär der Škoda-Werke war zu diesem Zeitpunkt der französische Rüstungskonzern Schneider & Cie.
Der Anglo-Tschechoslowakischen Bank gelang es, durch den Ausbau bereits bestehender oder durch die Übernahme und den Erwerb neuer Industriebeteiligungen eine Schlüsselposition in der Wirtschaft der Tschechoslowakei einzunehmen. Sie finanzierte Unternehmen der Glas- und Porzellanindustrie, der Textil- und Lederindustrie, im Maschinenbau, vor allem aber Unternehmen der Montan-, Chemie- und Schwerindustrie. Die Bank unterhielt insgesamt 46 Filialen im Inland: 25 im deutschsprachigen Sudetenland und 21 in den tschechischsprachigen Landesteilen, sowie vier Filialen im Ausland (Belgrad, Bukarest, London, Sofia). Die geschäftliche Korrespondenz innerhalb des Unternehmens sowie die Buchhaltung und die Erstellung der Geschäftsberichte erfolgte in deutscher Sprache.
Beginnend ab Mitte der 1920er Jahre entwickelte sich die Bank zum wichtigsten Finanzier der Škoda-Werke und damit zu einem der weltweit größten Kreditgeber der Rüstungsindustrie. Unter anderem finanzierte die Bank die Errichtung von Zweigbetrieben der Škoda-Werke im Iran und in Brasilien. Josef Šimonek und Karl Loevenstein, die Generaldirektoren der Škoda-Werke, waren ab 1927 gleichzeitig Aufsichtsratsmitglieder der Anglo-Tschechoslowakischen Bank. Politisch stand die Bankleitung in den 1920er und 1930er Jahren der rechtsgerichteten tschechoslowakischen Agrarpartei nahe, die eng mit dem sudetendeutschen Bund der Landwirte verknüpft war.

## Anglo-Tschechoslowakische und Prager Creditbank

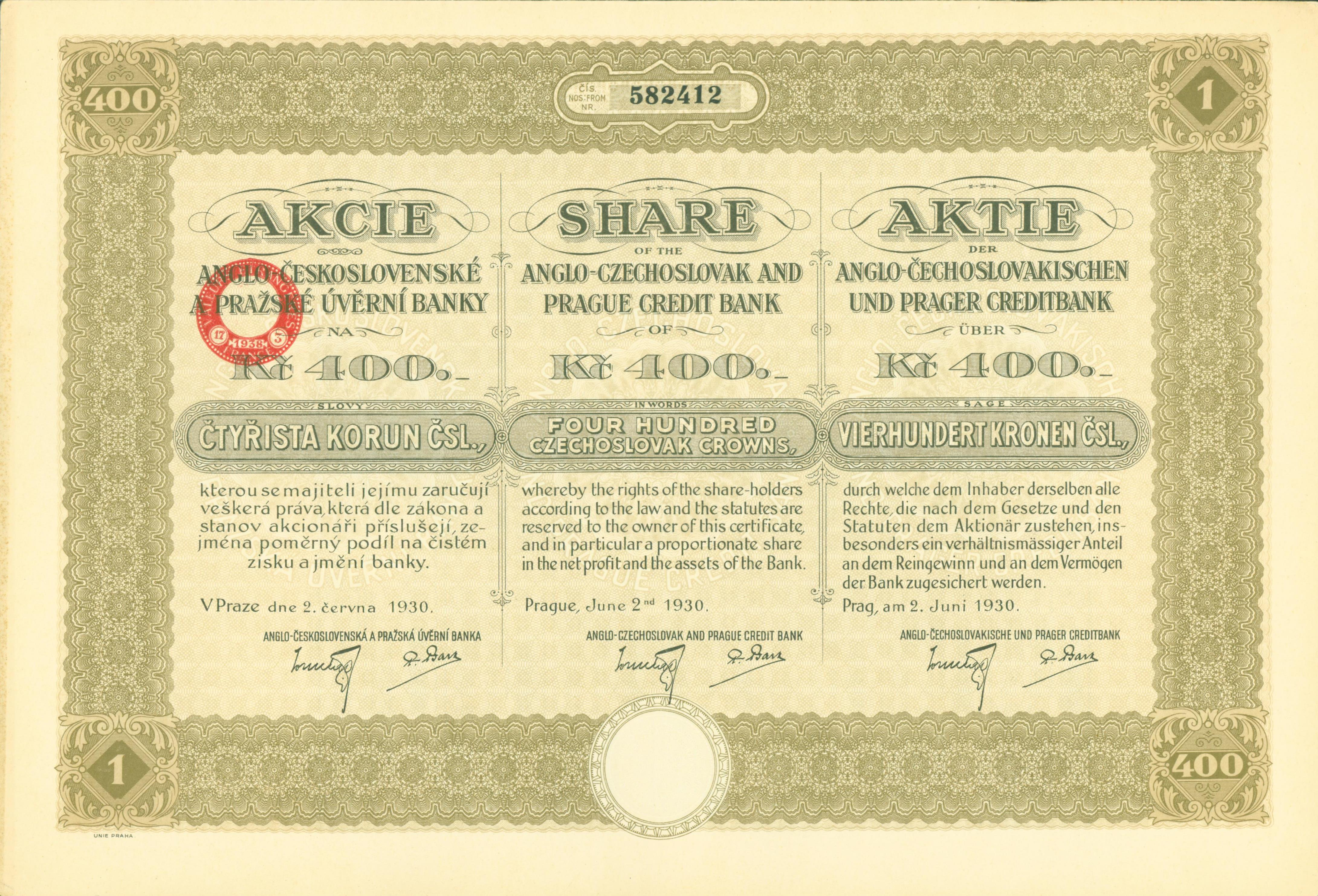
Aktie über 400 Kronen der Anglo-Tschechoslowakischen und Prager Creditbank vom 2. Juni 1930

Im Zuge von Sanierungsmaßnahmen wurden im April 1930 unter Führung des Finanzministeriums die 1870 gegründete Prager Creditbank und die Böhmische Kommerzialbank rückwirkend zum 1. Januar 1929 der Anglo-Tschechoslowakischen Bank zugeordnet, die fortan als Anglo-Tschechoslowakische und Prager Creditbank (Anglo-Československá a Pražské úvěrní banka) firmierte. Dadurch entstand nach der Živnostenská banka das zweitgrößte Kreditinstitut des Landes. Am Aktienkapital waren weiterhin der tschechoslowakische Staat und alteingesessene böhmische Industrielle, die zusammen die Aktienmehrheit besaßen, sowie die Anglo-International Bank in London, das englische Privatbankhaus M. Samuel & Co. und die New Yorker Privatbank W.A. Harriman & Co. beteiligt.
In der Weltwirtschaftskrise konnte das Institut seinen Besitz an Konzernunternehmen ausbauen. Bis 1934/35 entfaltete sich die Erste Tschechoslowakische Republik zum größten Waffenexporteur der Welt – ein Geschäft, an dem der tschechoslowakische Staat maßgeblich über die Živnostenská banka und über die tschechoslowakische Anglo-Bank beteiligt war. Der im Juni 1936 ausgebrochene spanische Bürgerkrieg sowie der im Sommer 1937 begonnene japanisch-chinesische Krieg führte zu einer weltweiten Steigerung der Rüstungsproduktion, die laut Geschäftsbericht der Bank von 1937 „zu günstigen wirtschaftlichen Ergebnissen sowohl im Auslands- als auch im Inlandsgeschäft beitrugen“. Die Bilanzsumme der Bank stieg von 2,921 Milliarden im Jahr 1934 auf 3,385 Milliarden Kronen im Jahr 1937.
Daran änderten auch die politischen Ereignisse in Mitteleuropa der Jahre 1938 und 1939 wenig. Nach dem Münchner Abkommen nahm die Geschäftsleitung der Anglo-Tschechoslowakischen und Prager Creditbank Sondierungsgespräche über den Verkauf ihrer Filialen im Sudetenland auf. Verhandelt wurde unter anderem mit der Creditanstalt in Wien, der Commerz- und Privat-Bank in Frankfurt und der Dresdner Bank, die jedoch alle kein ernsthaftes Interesse zeigten. Beispielsweise gab die Commerzbank an, dass ihr das Geschäftsstellennetz zu überdimensioniert sei. Schließlich kam am 16. Februar 1939 ein Übernahmevertrag der nordböhmischen Niederlassungen mit der Allgemeinen Deutschen Credit-Anstalt (ADCA) in Leipzig zustande, die damit ihr Filialnetz im Sudetenland erweitern konnte.
Der Verkauf der 25 Filialen hatte keine einschneidende Auswirkung auf die Bilanz, da die eigenen Industriebeteiligungen im Sudetenland nicht mit veräußert wurden. Nach Eigenangabe der Bankleitung waren die sudetendeutschen Niederlassungen mit einem geringen Anteil am Investmentgeschäft beteiligt und dienten nur als „Durchgangsstellen“, indes die Zentrale in Prag schon immer die Großkunden betreut hatte. Ferner stieß Schneider & Cie. seine Aktienbeteiligungen an den Škoda-Werken ab, welche die Anglo-Bank im Dezember 1938 zu großen Teilen übernahm. Auch nach der Abtretung des Sudetenlandes galt die Tschechoslowakei als „industrielles Juwel“ und Zentrum der Waffenproduktion Mitteleuropas. Die Gewinne waren riesig – ganze Divisionen waren im spanischen Bürgerkrieg mit tschechoslowakischen Waffen ausgerüstet.

## Anglo-Prager Creditbank

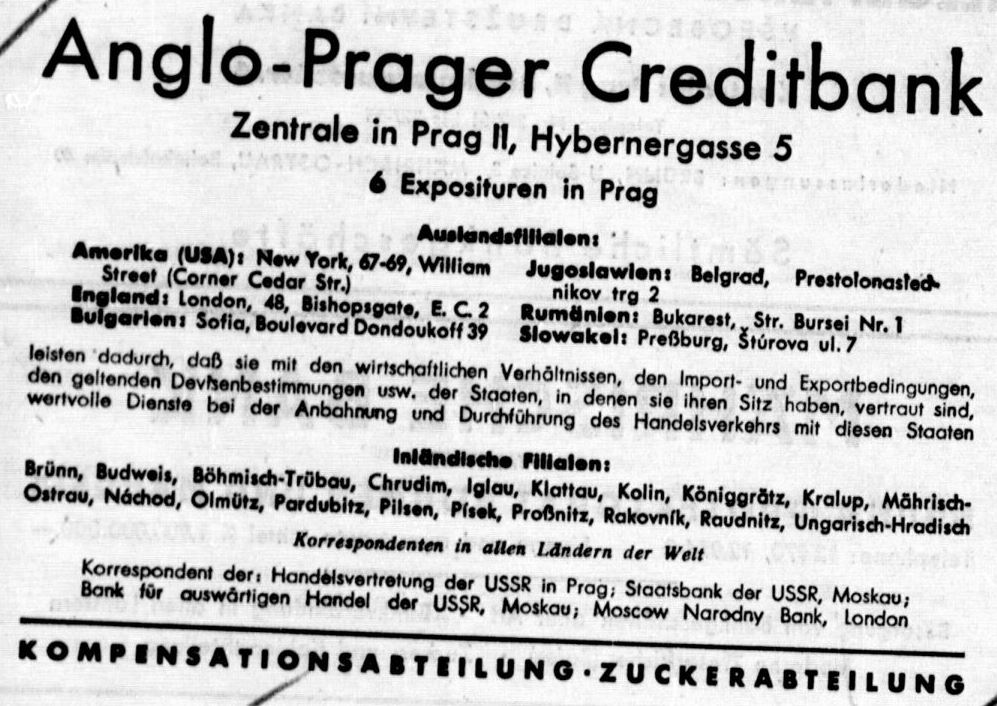
Werbung der Anglo-Prager Creditbank in der Berliner Börsen-Zeitung vom 7. Juni 1940

Da nach der Zerschlagung der Rest-Tschechei und der Errichtung des Protektorats Böhmen und Mähren die Tschechoslowakei faktisch nicht mehr existierte, benannte sich die Anglo-Tschechoslowakische und Prager Creditbank im Mai 1939 auf Grundlage eines Aufsichtsratsbeschlusses in Anglo-Prager Creditbank (tschechisch: Anglo-Pražská úvěrní banka; englisch: Anglo-Prague Credit-Bank) um. Parallel eröffnete das Unternehmen im Juni 1939 eine Niederlassung in New York, deren Gründung die US-Bankenaufsicht bereits im Oktober 1938 bewilligt hatte. Die Firmenleitung gab dazu bekannt, dass sie darin gute „Geschäftsmöglichkeiten vor allem in der Finanzierung des Außenhandels zwischen den USA und Großdeutschland, dem Protektorat und Südosteuropa“ sehe.
Die Filiale in New York arbeitete eng mit der Zentrale in Prag, der Niederlassung in London sowie im Südostgeschäft mit den Filialen in Jugoslawien, Bulgarien und Rumänien zusammen. Im Allgemeinen wies die Industrie im Protektorat eine sehr gute Beschäftigung auf, die im August 1939 ihren Höhepunkt erreichte. Insbesondere galt dies für Konzernunternehmen in der Eisenindustrie, der Lederfabrikation und der chemischen Industrie. Die Kohleförderung in den Bergwerken, an denen die Bank beteiligt war, stieg enorm. Gleichfalls erreichte die Bautätigkeit ein hohes Ausmaß, was laut Geschäftsbericht von 1939 eine beträchtliche Erhöhung der Aufträge der liefernden Industrie zur Folge hatte.
Wie viele andere tschechische Unternehmen kollaborierte die Anglo-Prager Creditbank auf voller Linie mit der Besatzungsmacht und ließ sich ab September 1939 vollständig in die deutsche Kriegswirtschaft integrieren. Zwar brach bei den bankeigenen Konzernunternehmen der Warenaustausch mit Großbritannien und mehreren Überseeländern nahezu vollständig ein, jedoch stieg der Handel mit neutralen Staaten, vor allem aber mit Deutschland und den verbündeten Ländern. Ein wesentlicher Faktor war dabei die Aufhebung der Devisen- und Zollgrenze zwischen dem Deutschen Reich und dem Protektorat. Darüber hinaus blieben die Auslandsniederlassungen der Bank aktiv. Das betraf insbesondere die Filialen in London und New York.

## Prager Creditbank
Nach Ausbruch des Zweiten Weltkriegs wurde in allen kriegführenden Ländern das Feindvermögen beschlagnahmt, blockiert und unter Kontrolle gehalten. Davon waren zunächst noch nicht die im Protektorat Böhmen und Mähren agierenden tschechischen Kreditinstitute betroffen. Speziell die Filialen der tschechischen Anglo-Bank in London und New York konnten weiterarbeiten. Im April 1940, ergo 18 Monate vor ihrem Kriegseintritt, sperrten die USA sämtliche deutsche Bankguthaben. Diese Sanktionen wirkten sich unmittelbar auf die Geschäfte der Anglo-Prager Creditbank aus, so dass der Vorstand am 6. Juli 1940 beschloss, das Wort Anglo aus dem Unternehmensnamen zu entfernen und fortan als Prager Creditbank zu firmieren.
Die Bilanzsumme fiel im Jahr 1940 infolge herabgesetzter Devisenumrechnungskurse geringfügig auf 2,809 Milliarden gegenüber 2,827 Milliarden Millionen Kronen im Vorjahr. Insgesamt erzielte die Bank im Jahr 1940 einen Reingewinn in Höhe von 9,5 Millionen Kronen. Hohe Erlöse erwirtschaftete das Unternehmen in der Folgezeit mit den Balkanstaaten. 1941 stieg die Bilanzsumme um mehr als 400 Millionen Kronen, was auf ein lebhaftes Auslandsgeschäft speziell der Filialen in Belgrad und Sofia zurückgeführt werden konnte. Im Dezember 1941 erfolgte eine Kapitalerhöhung. Durch die Übernahme der Prager Fleischer- und Selcher-Bank am 1. Januar 1942, an der sie bereits seit 1924 mit rund 15 % beteiligt war, erlangte die Bank einen umfangreichen Immobilienbesitz in Hamburg.
Mit der Umstellung auf totale Kriegswirtschaft war im gesamten deutschen Einflussbereich eine Rationalisierung im Bankwesen verbunden. Im Rahmen dieser Bankenkonzentration übernahm die Prager Creditbank Anfang 1943 die Tschechische Diskontbank in Prag (České diskontní banky v Praze), bevor sie selbst zum 31. Dezember 1943 ihren Geschäftsbetrieb einstellen musste. Sofort nach Kriegsende nahm die Prager Creditbank Ende Mai 1945 den Betrieb auf Initiative der Anglo-International Bank wieder auf. Parallel erhielt sie von den USA die konfiszierte New Yorker Filiale zurück. Jedoch wurde die Prager Creditbank auf Grundlage der im Oktober 1945 verabschiedeten Beneš-Dekrete wie alle anderen tschechoslowakischen Banken mit Wirkung zum 1. Januar 1946 verstaatlicht und zum 1. Januar 1948 mit der Živnostenská banka vereinigt. Zum 1. Januar 1949 schloss die New Yorker Filiale.